# جایزه انجمن منتقدان فیلم برای بهترین فیلم مستند
جایزه انجمن منتقدان فیلم برای بهترین فیلم مستند (انگلیسی: Critics' Choice Movie Award for Best Documentary Feature) جایزه‌ای که توسط انجمن منتقدان پخش فیلم به فعالان بخش سینما داده می‌شود.

## لیست برنده‌ها و نامزدها

### دهه ۱۹۹۰
- ۱۹۹۶: وقتی ما پادشاه بودیم
- ۱۹۹۸: چهار مرد عصبانی
- ۱۹۹۹: بوئنا ویستا سوشیال کلاب (فیلم)

### دهه ۲۰۰۰
- ۲۰۰۲: بولینگ برای کلمباین
  - مه جنگ
  - اشباح غوطه‌ور
- ۲۰۰۴: فارنهایت ۹/۱۱
- ۲۰۰۵: رژه پنگوئن‌ها
  - مرد گریزلی
- ۲۰۰۶: یک حقیقت ناراحت‌کننده
  - چه‌کسی خودروی برقی را کشت؟
- ۲۰۰۷: سیکو (فیلم)
- ۲۰۰۸: مردی روی سیم
  - رویه استاندارد عملیات نظامی (فیلم)
- ۲۰۰۹: خلیج کوچک (فیلم)
  - کاپیتالیسم: یک داستان عاشقانه
  - کارخانه غذا
  - این آخرش است مایکل جکسون

### دهه ۲۰۱۰
- - سوءاستفاده از جایگاه (فیلم)
  - باک (فیلم)
  - غار رؤیاهای فراموش‌شده
  - شکست نخورده (فیلم ۲۰۱۱)
- ۲۰۱۲: در جستجوی شوگرمن
- ۲۰۱۳: ۲۰ قدم تا ستاره بودن
  - عمل کشتن
  - شهروندچهار
  - آخرین روزهای حضور در ویتنام
- ۲۰۱۵: امی (فیلم ۲۰۱۵)
  - سرزمین کارتل
  - او اسم مرا ملاله گذاشت
  - چهره سکوت
  - بعد به کجا حمله کنیم